# Arne Modig
Karl Arne Modig, född 28 februari 1946, är en svensk sociolog och opinionsexpert. Han har tidigare arbetat vid Demoskop och IMU-Testologen, där han var projektledare och ansvarig för de politiska opinionsundersökningarna, och SCB, men började i september 2008 arbeta på Novus Opinion. Dessutom har Modig varit undersökningsledare på Temo.
I oktober 1999 tog han över som chef för Temos opinionsmätningar efter Hans Alfredson, som gjort väljarbarometrar och andra undersökningar för Dagens Nyheter i 20 år, och blev senare seniorkonsult och analyschef. Modig kommenterar ofta olika opinionsmätningar i olika medier. Innan Modig började arbeta med opinionsundersökningar var han lärare och forskare i sociologi vid Stockholms universitet. Han har även skrivit flera rapporter för bland annat Svenskt Näringsliv.